# Beyk
Beyk (persiska: Bīk, بیک) är en ort i Iran.   Den ligger i provinsen Nordkhorasan, i den nordöstra delen av landet, 600 km öster om huvudstaden Teheran. Beyk ligger 1 572 meter över havet och antalet invånare är 632.
Terrängen runt Beyk är kuperad, och sluttar söderut. Runt Beyk är det ganska tätbefolkat, med 75 invånare per kvadratkilometer. Närmaste större samhälle är Bīgān, 19,8 km sydväst om Beyk. Omgivningarna runt Beyk är i huvudsak ett öppet busklandskap.